# Čedomir
Čedomir je moško osebno ime.

## Različice imena
- Moške oblike Imena:Čedo
- Ženske oblike imena: Čeda, Čede, Čedina, Čedinka, Čedna, Čedomila, Čedomira,Čedomirka

## Izvor imena
Ime Čedomir je južnoslovansko in je zloženo iz besede čédo »otrok,dete« in priponke mir.

## Pogostost imena
Leta 1994 je bilo po podatkih iz knjige Leksikon imen Janeza Kebra v Sloveniji193 nosilcev imena Čedomir.
Po podatkih Statističnega urada Republike Slovenije je bilo na dan 31. decembra 2007 v Sloveniji število moških oseb z imenom Čedomir:124. Med vsemi moškimi imeni pa je ime Čedomir po pogostosti uporabe uvrščeno na 535 mesto.

## Osebni praznik
V koledarju ni imena Čedomir, glede na končnico -mir pa bi ga lahko uvrstili k imenu Miroslav oziroma Friderik, ki praznujeta god 18. julija.